# Malkankoppa, Kalghatgi
Malkankoppa là một làng thuộc tehsil Kalghatgi, huyện Dharwad, bang Karnataka, Ấn Độ.